# Antonio Carlos Félix
Antonio Carlos Félix (* 5. Dezember 1957 in Poços de Caldas, Minas Gerais, Brasilien) ist ein brasilianischer Geistlicher und römisch-katholischer Bischof von Governador Valadares.

Wappen von Antônio Carlos Félix.

## Leben
Antonio Carlos Félix empfing am 20. Dezember 1986 das Sakrament der Priesterweihe.
Am 5. Februar 2003 ernannte ihn Papst Johannes Paul II. zum Bischof von Luz. Der Erzbischof von Pouso Alegre, Ricardo Pedro Chaves Pinto Filho OPraem, spendete ihm am 4. Mai desselben Jahres die Bischofsweihe; Mitkonsekratoren waren der Erzbischof von Belo Horizonte, Serafím Kardinal Fernandes de Araújo, und der Erzbischof von Diamantina, João Bosco Oliver de Faria. Die Amtseinführung erfolgte am 18. Mai 2003.
Am 6. März 2014 ernannte ihn Papst Franziskus zum Bischof von Governador Valadares. Die Amtseinführung erfolgte am 18. Mai desselben Jahres.